# Iglesia de San Miguel Arcángel de Ladomirová
La Iglesia de San Miguel Arcángel de Ladomirová es una iglesia  greco-católica situada en el pueblo de Ladomirová.

## Historia
Se cree que en este lugar existía una iglesia anterior en 1600. La iglesia actual fue construida en madera en 1742. El 7 de julio de 2008, la iglesia, junto con otros siete monumentos, fue declarada por la UNESCO Patrimonio de la Humanidad con el nombre de  Iglesias de madera de la parte eslovaca de los Cárpatos".